# Lemang
Le lemang est un aliment traditionnel préparé à partir de riz gluant, de lait de coco et de sel, cuit dans un tige de bambou vide tapissé de feuilles de bananes pour éviter que le riz ne colle au bambou. Il est couramment trouvé dans Asie du Sud-Est océanique, en particulier à Brunei, en Indonésie, en Malaisie et à Singapour.
Le tube de bambou contenant le riz gluant, le sel et le lait de coco est placé légèrement incliné au-dessus d'un petit feu, le côté ouvert tourné vers le haut. Il doit être régulièrement tourné pour cuire le riz uniformément. La cuisson du lemang dure de 4 à 5 heures.
Le lemang est généralement consommé pour marquer la fin de jeûne quotidien durant les fêtes saintes musulmanes d'Eid-ul-Fitr et d'Eid-ul-Adha.
Utiliser un récipient en bambou pour la cuisson est une pratique ordinaire parmi de nombreuses populations, parmi lesquelles les Malais, les Minangkabau, les Minahasa, les Dayak et aussi les tribus Orang Asli,,.
Le peuple iban prépare habituellement du lemang pour certaines célébrations telles que la fête de la récolte de Hari Gawai. Le lemang est alors consommé avec des plats de viande, tels que du curry de poulet.
La méthode de préparation du lemang est aussi connue sous le nom pansoh / pansuh par les communautés indigènes dayak.

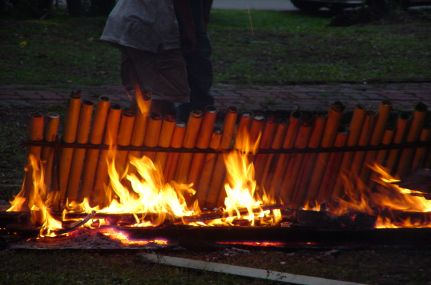
Lemang cuisant dans des bambous creux.
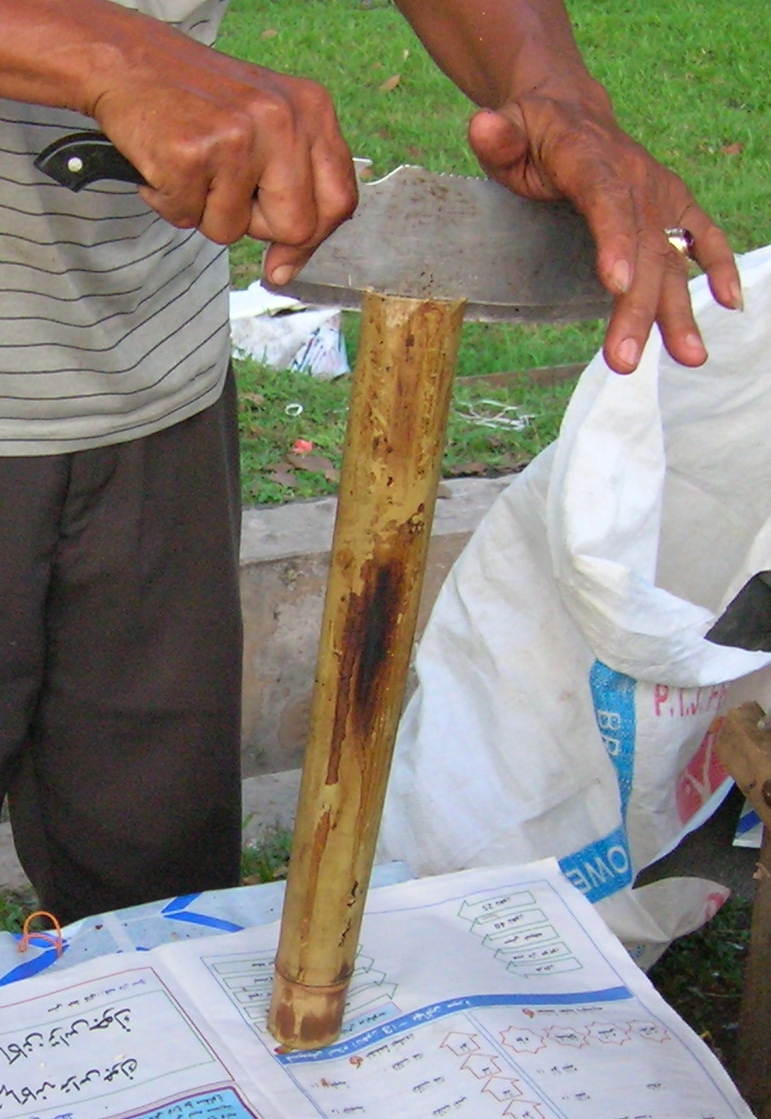
Récupération du lemang en coupant le bambou creux.